# إيما روش
إيما روش (بالإنجليزية: Emma Roche)‏ هي ممثلة أسترالية، ولدت في 9 يناير 1976.

## وصلات خارجية
- إيما روش على موقع IMDb (الإنجليزية)
- إيما روش على موقع ألو سيني (الفرنسية)
- إيما روش على موقع قاعدة بيانات الفيلم (الإنجليزية)
- إيما روش على موقع كينوبويسك (الروسية)